# Chilabothrus schwartzi
Chilabothrus schwartzi — вид змій родини удавових (Boidae). Ендемік Багамських Островів. Вид названий на честь американського зоолога Альберта Шварца.

## Поширення і екологія
Chilabothrus schwartzi мешкають на островах Крукед і Аклінс в Багамському архіпелазі. Вони живуть в сухих чагарниках. Живляться ящірками, зокрема анолісами, зміями і дрібними птахами.

## Збереження
МСОП класифікує цей вид як такий, що перебуває під загрозою зникнення. Chilabothrus schwartzi загрожує знищення природного середовища.